# Castles on the Air

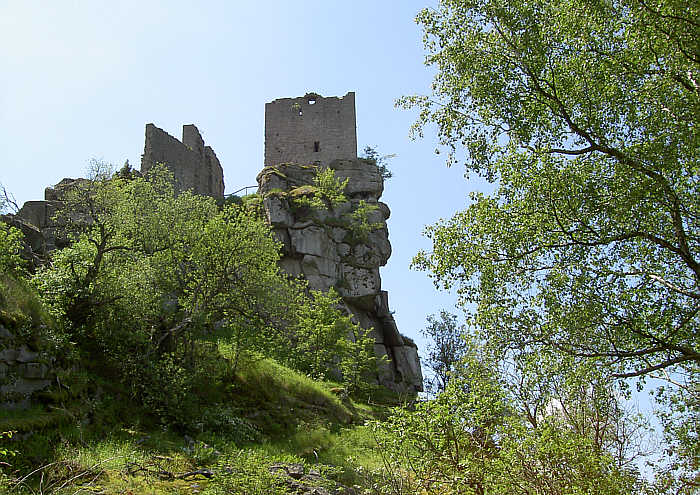
Die frei zugängliche Burgruine Flossenbürg ist eines der vielen Objekte von COTA.

Castles on the Air (COTA), deutsch etwa: „Burgen auf Sendung“, ist eine Amateurfunkaktivität, bei der es darum geht, Amateurfunkstellen in oder nahe an öffentlich zugänglichen Burgen, Burgruinen, Schlössern oder Festungen aufzubauen und von dort aus, zumeist auf Kurzwelle, auf Sendung zu gehen.
COTA lässt sich mit anderen Freizeitaktivitäten für Funkamateure beziehungsweise Funksportarten vergleichen wie beispielsweise Summits on the Air (SOTA) („Gipfel auf Sendung“), Islands on the Air (IOTA) („Inseln auf Sendung“),  Parks on the Air (POTA), Amateurfunkpeilen (ARDF) oder Fielddays. Der Reiz liegt auch hier darin, das technische Hobby Amateurfunk mit einer Freiluftaktivität zu verknüpfen.

## Zweck
Ziel ist, Funkamateure aus unterschiedlichen Ländern in einer friedlichen Aktivität zu verbinden und zugleich historisch bedeutsame Objekte auf der ganzen Welt zu besuchen, um so auch das historische Erbe der Menschheit zu würdigen und zu pflegen.
Wie bei fast allen Amateurfunkaktivitäten gibt es auch bei COTA die Möglichkeit, sich zu registrieren und so offiziell teilzunehmen. Auf diese Weise kann man Amateurfunkdiplome (Awards) erringen, indem man entweder selbst von Castles aus auf Sendung geht („aktiviert“) oder als Chaser oder Hunter („Jäger“) versucht, damit in Verbindung zu treten. Dies wird international durch die World Castle Activity Group (WCAG) koordiniert und national auch durch Gruppen wie beispielsweise in Deutschland durch die German Castles on the air.
Seit 2013 werden auf diese Weise jährlich um die 100.000 Amateurfunkverbindungen (QSOs) durchgeführt, die Mehrzahl im 40‑Meter-Band.